# Meningodora longisulca
Meningodora longisulca is een garnalensoort uit de familie van de Acanthephyridae. De wetenschappelijke naam van de soort is voor het eerst geldig gepubliceerd in 1985 door Akio Kikuchi.